# Корзухина, Гали Фёдоровна
Гали Фёдоровна Корзухина (4 [17] января 1906, Санкт-Петербург, Российская империя — 29 августа 1974, Ленинград, СССР) — советский археолог, специалист по материальной культуре и художественным ремёслам, кандидат исторических наук.

## Биография
Родилась в семье архитектора Фёдора Алексеевича Корзухина (1875—1941/1942), внучка художника Алексея Ивановича Корзухина (1835—1894). В 1923 году заканчивает школу и становится студенткой Петроградского университета (позднее ставшим Ленинградским государственным университетом). В 1926 году окончила факультет языкознания и материальной культуры Ленинградского университета. Во время учёбы познакомилась с будущим своим мужем и историком Николаем Николаевичем Ворониным, который в том же университете учился. Также там тогда учились Б. Б. Пиотровский, В. Ф. Гайдукевич, А. А. Иессен.
С конца 1926 до 1930 года проходила аспирантуру в Государственной академии истории материальной культуры под руководством архитектора и профессора К. К. Романова. Тогда же она была его ассистентом и преподавала в Государственном институте истории искусств. На той же аспирантуре учились, помимо Н. Н. Воронина и А. А. Иессена, ещё М. И. Артамонов, С. Н. Замятнин, П. Н. Шульц. В 1930-е годы работала архивистом, первоначально в Ленинградском областном архивном управлении, а затем в Государственной академии истории материальной культуры.
В 1935—1938 годах работала старшим научным сотрудником и хранителем фонда прикладного искусства Государственного Русского музея. В 1938—1941 годах снова работала в Государственной академии истории материальной культуры. Принимала участие в археологических раскопках Киева под руководством М. К. Каргера. Во время Отечественной войны вместе с сыном Николаем находилась в эвакуации в Свердловске.
В 1945 году она защитила кандидатскую диссертацию под названием «Русские клады IX—XIII вв.», изданную (в переработанном виде) в 1954 году. В период с 1945 по 1972 год проработала в Институте истории материальной культуры, там она была в 1964—1967 годах заведующей Рукописным архивом. Была руководителем Торопецкой (1960—1961) и Староладожской (1968) экспедиций.
Похоронена в Москве на Хованском кладбище.

## Семья
- дед художник Алексей Иванович Корзухин (1835—1894).
- отец архитектор Фёдор Алексеевич Корзухин (1875—1941/1942).
- муж историк Николай Николаевич Воронин (1904—1976).
- сын Николай Николаевич Воронин (род. 1934), живет в Москве.

## Основные работы

### Монографии
- Корзухина Г. Ф. Древнерусские энколпионы. Нагрудные кресты-реликварии XI—XIII вв. / Подготовка к печати и каталог А. А. Песковой; Труды ИИМК РАН. Т. 7; Archaeologica Petropolitana 14. — СПб.: Петербургское востоковедение, 2003. — 432 с.
- Корзухина Г. Ф. Предметы убора с выемчатыми эмалями V — первой половины VI в. н. э. в Среднем Поднепровье / Археология СССР. Свод археологических источников. Е 1-43. — Л.: Наука, 1978. — 124 с.
- Корзухина Г. Ф. Русские клады IX—XIII вв. — М.; Л.: Академия наук СССР, 1954. — 158 с.

### Статьи
- Корзухина Г. Ф. Еще раз о Тмутараканском болване // Культура средневековой Руси. — Л., 1974. — С. 25—29.
- Корзухина Г. Ф. Из истории древнерусского оружия XI века // Советская археология. — 1950. — Т. XIII. — С. 63—94.
- Корзухина Г. Ф. Из истории игр на Руси (О шашках по археологическим данным) // Советская археология. — 1963. — № 4. — С. 85—102.
- Корзухина Г. Ф. К истории Среднего Поднепровья в середине I тысячелетия н. э. // Советская археология. — 1955. — Т. XXII. — С. 61—82.
- Корзухина Г. Ф. К реконструкции Десятинной церкви // Советская археология. — 1957. — № 2. — С. 78—90.
- Корзухина Г. Ф. Киевские ювелиры накануне монгольского завоевания // Советская археология. — 1950. — Т. XIV. — С. 217—244.
- Корзухина Г. Ф. Клады и случайные находки круга «древностей антов» в Среднем Поднепровье: Каталог памятников // Материалы по археологии, истории, этнографии Таврии. — Симферополь, 1996. — Вып. V. — С. 352—435.
- Корзухина Г. Ф. Ладожский топорик // Культура древней Руси. — М., 1966. — С. 89—96.
- Корзухина Г. Ф. Находка на Рюриковом городище под Новгородом // Краткие сообщения о докладах и полевых исследованиях Института археологии. — 1965. — Вып. 104. — С. 45—46.
- Корзухина Г. Ф. Некоторые находки бронзолитейного дела в Ладоге // Краткие сообщения о докладах и полевых исследованиях Института археологии. — 1973. — Вып. 135. — С. 35—40.
- Корзухина Г. Ф. Новые данные о раскопках В. В. Хвойко на усадьбе Петровского в Киеве // Советская археология. — 1956. — Т. XXV. — С. 318—337.
- Корзухина Г. Ф. Новые находки скандинавских вещей близ Торопца // Скандинавский сборник. — Таллин, 1964. — Вып. 8. — С. 298—314.
- Корзухина Г. Ф. О времени появления укрепленного поселения в Ладоге (по археологическим данным) // Советская археология. — 1961. — № 3. — С. 76—84.
- Корзухина Г. Ф. О гнездовской амфоре и ее надписи // Исследования по археологии СССР. Сборник статей в честь проф. М. И. Артамонова. — Л., 1961. — С. 226—230.
- Корзухина Г. Ф. О некоторых находках в древнем Торопце // Краткие сообщения о докладах и полевых исследованиях Института археологии. — 1962. — Вып. 87. — С. 100—101.
- Корзухина Г. Ф. О некоторых ошибочных положениях в интерпретации материалов Старой Ладоги // Скандинавский сборник. — Таллин, 1971. — Вып. 16. — С. 123—133.
- Корзухина Г. Ф. О памятниках «корсунского дела» на Руси (по материалам медного литья) // Византийский временник. — 1958. — Т. XIV. — С. 129—137.
- Корзухина Г. Ф. О технике тиснения и перегородчатой эмали в древней Руси X—XII вв. // Краткие сообщения о докладах и полевых исследованиях Института истории материальной культуры. — 1946. — Вып. 13. — С. 45—54.
- Корзухина Г. Ф. Об Одине и кресалах Прикамья // Средневековая Русь. — М., 1976. — С. 135—140.
- Корзухина Г. Ф. Путь Абу Хамида ал-Гарнати из Булгара в Венгрию // Проблемы археологии. Вып. 2. Сборник статей в честь проф. М. И. Артамонова. — Л., 1978. — С. 187—194.
- Корзухина Г. Ф. Раскопки на урочище Плакун близ Старой Ладоги // Археологические открытия 1968. — 1969. — С. 16—17.
- Корзухина Г. Ф. Русские клады в зарубежных собраниях // Краткие сообщения о докладах и полевых исследованиях Института археологии. — 1972. — Вып. 129. — С. 24—30.
- Корзухина-Воронина Г. Ф. Рязань в сложении архитектурных форм XII—XIII веков // ГАИМК. Бюро по делам аспирантов. Сб. I. — Л., 1929. — С. 69—82.
- Корзухина Г. Ф. Серебряная чаша из Киева с надписями XII в. // Советская археология. — 1951. — Т. XV. — С. 64—81.
- Корзухина Г. Ф. Турьи рога черниговских курганов // В камне и в бронзе (Труды ИИМК РАН. Т. XLVIII). — СПб, 2017. — С. 620—634.
- Корзухина Г. Ф., Давидан О. И. Курган в урочище Плакун близ Ладоги // Краткие сообщения о докладах и полевых исследованиях Института археологии. — 1971. — Вып. 125. — С. 59—64.